# Apicia vibicaria
Apicia vibicaria là một loài bướm đêm trong họ Geometridae.